# Совет Безопасности Российской Федерации
Совет Безопасности Российской Федерации (неофициально — Совбез, СБ России) — конституционный совещательный орган, осуществляющий содействие главе государства в реализации его полномочий по вопросам обеспечения национальных интересов и безопасности личности, общества и государства, а также поддержания гражданского мира и согласия в стране, охраны суверенитета Российской Федерации, ее независимости и государственной целостности, предотвращения внутренних и внешних угроз.
Совет Безопасности обеспечивает условия для реализации президентом России его конституционных полномочий по защите прав и свобод человека и гражданина, охране суверенитета Российской Федерации, её независимости и государственной целостности.
Председателем Совета Безопасности Российской Федерации по должности является президент Российской Федерации. На данный момент эту должность занимает Владимир Владимирович Путин. Заместитель председателя Совета Безопасности Российской Федерации (с 2020 года) — Дмитрий Анатольевич Медведев. Секретарь Совета Безопасности Российской Федерации (с 12 мая 2024 года) — Сергей Кужугетович Шойгу.

## История и роль Совета Безопасности Российской Федерации
Законодательное решение о создании Совета безопасности РСФСР было принято одновременно с учреждением поста президента РСФСР: законами «О Президенте РСФСР» от 24 апреля 1991 года и соответствующими поправками к Конституции РСФСР от 24 мая 1991 года. 19 июля 1991 года была сформирована Комиссия по разработке предложений по статусу, структуре и порядку деятельности Совета безопасности РСФСР.
Совет по делам федерации и территорий при президенте РСФСР — орган, действовавший с 19 июля 1991 года — 6 мая 1992 года
Статус Совета Безопасности Российской Федерации и порядок его формирования были установлены соответствующим разделом закона РФ «О безопасности» от 5 марта 1992 года. С 3 июня 1992 года действует Совет безопасности Российской Федерации
Политическая роль Совета безопасности (СБ) в различные этапы была различной. В период конституционного кризиса и противостояния президента Б. Н. Ельцина с Верховным советом (1992—1993) Совет безопасности был органом координации силовых ведомств с президентом, а также их консолидации вокруг его фигуры. Таким образом, если до сентября 1993 года СБ был коллегиальным органом в составе руководителей исполнительной и законодательной власти (то есть все постоянные члены СБ входили в него по должности), то после издания Указа № 1400 от 21 сентября 1993 года президент взял на себя формирование персонального состава СБ (включая постоянных членов), тем самым превратив его в совещательный орган при президенте. Должности в нём занимали люди, поддержавшие действия Б. Н. Ельцина по отношению к Верховному Совету.
Назначение на этот пост после президентских выборов в июне 1996 года А. Лебедя стало знаком коалиции Б. Н. Ельцина с занявшим третье место на выборах генералом и карт-бланша Лебедю на урегулирование конфликта в Чечне, что стало важнейшей функцией СБ в тот период.
3 марта 1998 г. секретарем Совета Безопасности был назначен А. А. Кокошин, занимавший ранее пост государственного военного инспектора — секретаря Совета обороны РФ. Аппарат Совета обороны влился в аппарат Совета безопасности.
При Кокошине в Совете безопасности были отработаны решения по долгосрочной ядерной политике России (предусматривавшие развитие трехкомпонентных стратегических ядерных сил, нестратегического ядерного оружия, ядерного оружейного комплекса), принят документ «Основы государственной политики РФ по военному строительству до 2005 г.», утвержденный Президентом РФ, разработана новая система управления силовыми структурами по Северному Кавказу, которые касались не только Вооруженных сил, но и всех других силовых структур.
В условиях острого финансово-экономического кризиса 1998 г. Кокошин предложил Правительству ряд мер по выходу из этого кризиса.
В конце лета — начале осени 1998 г., когда Ельцин готовился распустить Госдуму, Кокошин выступил против. Вскоре он был освобожден от должности с формулировкой «в связи с переходом на другую работу». Н. Тимакова писала в «Коммерсанте», что Кокошин в тот момент рассматривался как один из реальных кандидатов на пост председателя Правительства. По оценке Тимаковой, «возглавляемый Кокошиным Совет безопасности превратился в последнее время в хорошо организованную структуру, способную решать различные задачи — от экономических до политических».
В 1998 году, на фоне ухудшения здоровья Б. Н. Ельцина и актуальности вопроса о преемстве, пост секретаря СБ вновь получил политический вес: его занимал Н. Н. Бордюжа, рассматриваемый как возможный преемник Б. Н. Ельцина, а затем В. В. Путин, бывший некоторое время одновременно и директором ФСБ России.
Начиная с 2001 года СБ де-факто выполняет функции координационного центра по вопросам государственной безопасности при активной роли в его деятельности непосредственно президента России.

## Статус и полномочия

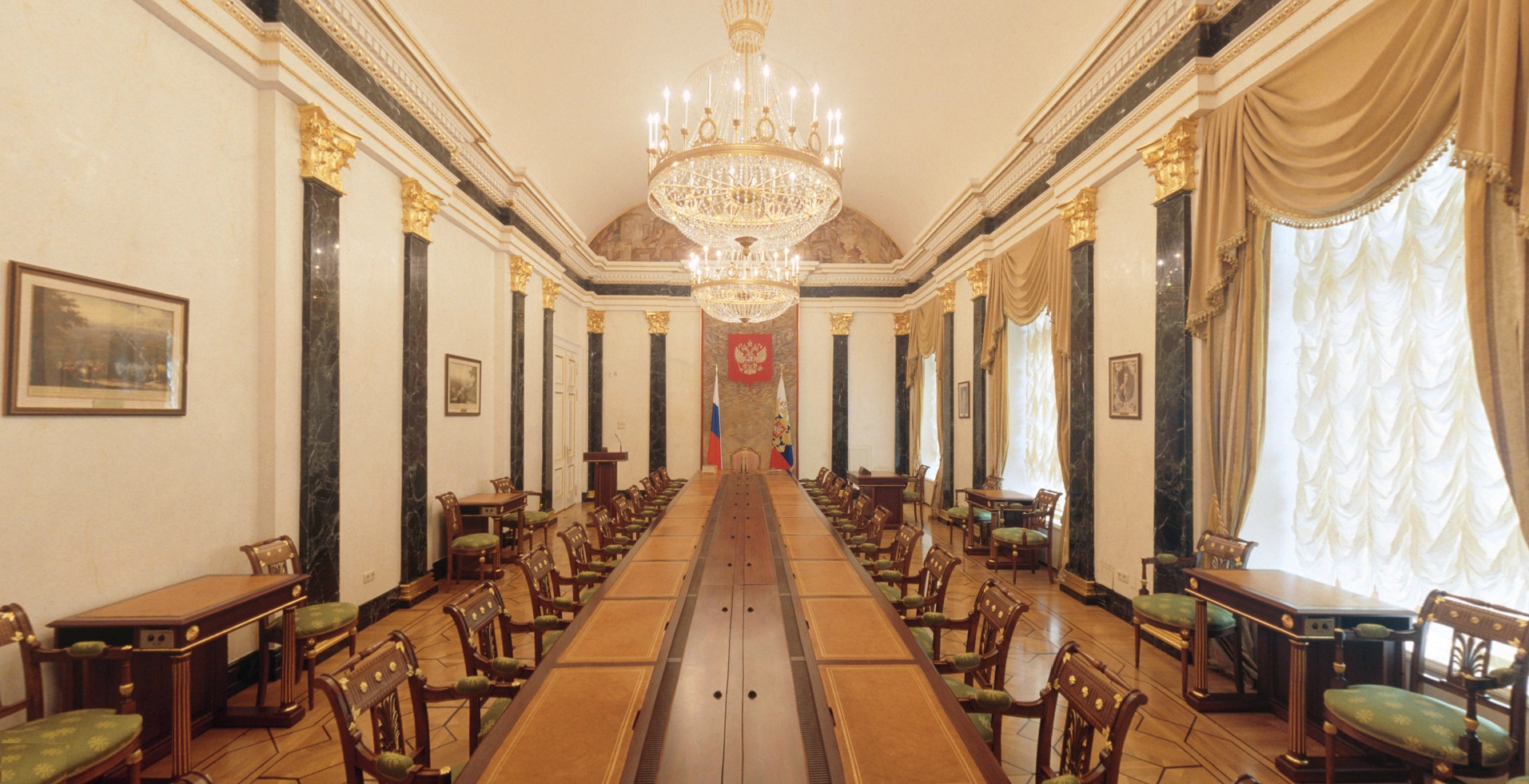
Зал заседаний Совета безопасности России в Сенатском дворце Кремля

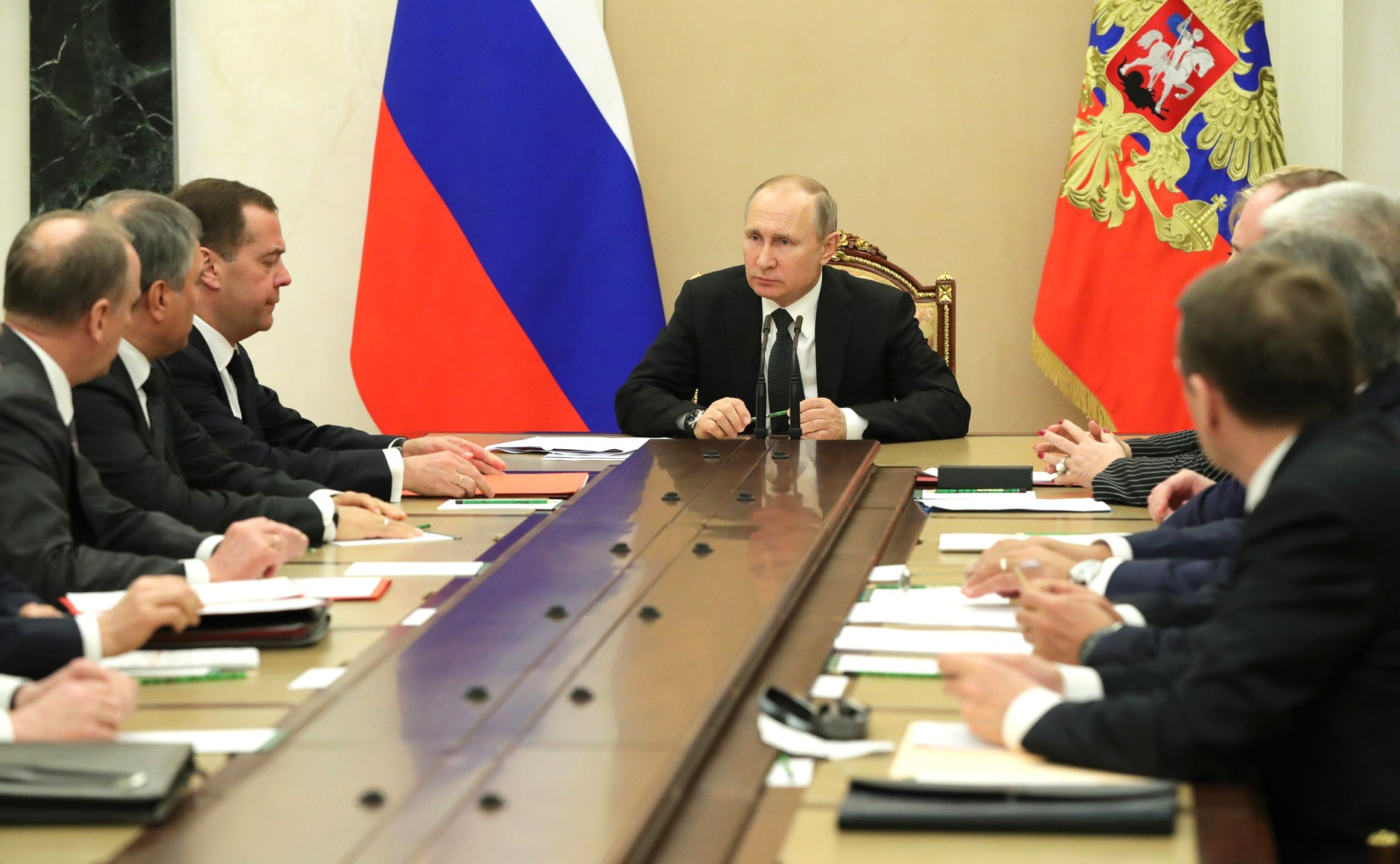
Президент России Владимир Путин проводит совещание Совета безопасности России. Москва, Кремль, 30 марта 2018 года

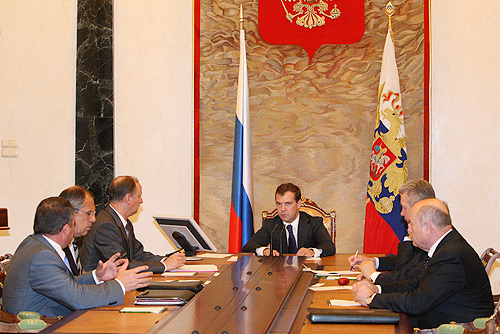
Президент России Дмитрий Медведев проводит совещание Совета безопасности
8 августа 2008 года

Указом президента Российской Федерации от 3 июня 1992 г. № 547 сформирован Совет Безопасности «для обеспечения реализации функций президента Российской Федерации по управлению государством, формированию внутренней, внешней и военной политики в области безопасности, сохранению государственного суверенитета России, поддержанию социально-политической стабильности в обществе, защите прав и свобод граждан».
Одновременно упомянутым Указом президент Российской Федерации утвердил Положение о Совете Безопасности, а распоряжением от 3 июня 1992 г. № 266-рп «О первоочередных мерах по обеспечению деятельности Совета безопасности Российской Федерации» была утверждена временная структура аппарата Совета Безопасности. В частности, в составе аппарата были образованы управления стратегической безопасности, планирования и координации, информационно-аналитический центр.
В связи с вступлением в силу новой Конституции Российской Федерации статус Совета Безопасности должен был быть определён федеральным законом в пределах, не противоречащих ей. После его принятия ключевые статьи предыдущего закона (о составе СБ и порядке назначения в его состав) были признаны недействительными Указом президента от 24 декабря 1993 года № 2288.
В действующей (1993 года) Конституции Российской Федерации Совет Безопасности упоминается в статье 83 п. «ж» («Глава 4. Президент Российской Федерации»), о котором говорится только то, что его статус определяется федеральным законом и что он формируется и возглавляется президентом России.
Статус СБ определяется Федеральным законом от 28 декабря 2010 г. № 390-ФЗ «О безопасности», который гласит (Статья 13. «Совет безопасности»): «Совет Безопасности является конституционным государственным консультативно-совещательным органом, осуществляющим подготовку решений Президента Российской Федерации по вопросам обеспечения безопасности, организации обороны, военного строительства, оборонного производства, военно-технического сотрудничества Российской Федерации с иностранными государствами, по иным вопросам, связанным с защитой конституционного строя, суверенитета, независимости и территориальной целостности Российской Федерации, а также по вопросам международного сотрудничества в области обеспечения безопасности».
В настоящее время действует «Положение о Совете Безопасности Российской Федерации», утверждённое указом президента России от 6 мая 2011 года № 590.
В числе основных задач Совета безопасности Федеральный закон «О безопасности» называет:
- 1) обеспечение условий для осуществления президентом Российской Федерации полномочий в области обеспечения безопасности;
- 2) формирование государственной политики в области обеспечения безопасности и контроль за её реализацией;
- 3) прогнозирование, выявление, анализ и оценка угроз безопасности, оценка военной опасности и военной угрозы, выработка мер по их нейтрализации[15].

Решения Совета Безопасности Российской Федерации принимаются на его заседаниях постоянными членами в порядке, определяемом президентом Российской Федерации, и вступают в силу после утверждения президентом; в целях реализации решений Совета безопасности президентом могут издаваться указы и распоряжения.

## Состав
Порядок формирования Совета Безопасности определяется президентом России в соответствии с Конституцией и Законом России «О безопасности». Постоянные члены и члены Совета безопасности назначаются президентом — председателем Совета безопасности. Ему непосредственно подчинён секретарь Совета безопасности, который обеспечивает деятельность Совета безопасности, руководит его аппаратом и проводит рабочие совещания с членами Совбеза. В остальном вопросы деятельности СБ решает президент.
В настоящее время постоянные члены и члены Совета Безопасности назначаются на персональной основе (а не по должности). Число непостоянных членов Совета безопасности в разное время составляло от 7 (лето 1996 года) до 19 (2001—2002 годы) человек; все они имеют право совещательного голоса на заседаниях.
| №                                    | ФИО                             | Должность |
| ------------------------------------ | ------------------------------- | --- |
| Председатель Совета Безопасности     |                                 | |
| 1                                    | Владимир Владимирович Путин     | Президент РФ |
| Постоянные члены Совета Безопасности |                                 | |
| 2                                    | Дмитрий Анатольевич Медведев    | Заместитель Председателя Совета Безопасности РФ                                                                          |
| 3                                    | Андрей Рэмович Белоусов         | Министр обороны РФ |
| 4                                    | Александр Васильевич Бортников  | Директор Федеральной службы безопасности РФ                                                                              |
| 5                                    | Антон Эдуардович Вайно          | Руководитель Администрации Президента РФ                                                                                 |
| 6                                    | Вячеслав Викторович Володин     | Председатель Государственной Думы РФ                                                                                     |
| 7                                    | Сергей Борисович Иванов         | Специальный представитель Президента РФ по вопросам природоохранной деятельности, экологии и транспорта                  |
| 8                                    | Сергей Викторович Лавров        | Министр иностранных дел РФ                                                                                               |
| 9                                    | Валентина Ивановна Матвиенко    | Председатель Совета Федерации                                                                                            |
| 10                                   | Михаил Владимирович Мишустин    | Председатель Правительства РФ                                                                                            |
| 11                                   | Сергей Евгеньевич Нарышкин      | Директор Службы внешней разведки РФ                                                                                      |
| 12                                   | Николай Платонович Патрушев     | Помощник Президента РФ                                                                                                   |
| 13                                   | Сергей Кужугетович Шойгу        | Секретарь Совета Безопасности РФ                                                                                         |
| Члены Совета Безопасности            |                                 | |
| 14                                   | Александр Дмитриевич Беглов     | Губернатор Санкт-Петербурга                                                                                              |
| 15                                   | Валерий Васильевич Герасимов    | Начальник Генерального штаба Вооружённых сил РФ - первый заместитель Министра обороны РФ                                 |
| 16                                   | Александр Владимирович Гуцан    | Полномочный представитель Президента РФ в Северо-Западном федеральном округе                                             |
| 17                                   | Алексей Геннадьевич Дюмин       | Помощник Президента РФ                                                                                                   |
| 18                                   | Артём Владимирович Жога         | Полномочный представитель Президента РФ в Уральском федеральном округе                                                   |
| 19                                   | Виктор Васильевич Золотов       | Директор Федеральной службы войск национальной гвардии РФ - главнокомандующий войсками национальной гвардии РФ           |
| 20                                   | Игорь Анатольевич Комаров       | Полномочный представитель Президента РФ в Приволжском федеральном округе                                                 |
| 21                                   | Геннадий Яковлевич Красников    | Президент Российской академии наук                                                                                       |
| 22                                   | Игорь Викторович Краснов        | Генеральный прокурор РФ                                                                                                  |
| 23                                   | Александр Вячеславович Куренков | Министр РФ по делам гражданской обороны, чрезвычайным ситуациям и ликвидации последствий стихийных бедствий              |
| 24                                   | Александр Леонидович Линец      | Начальник Главного управления специальных программ Президента РФ                                                         |
| 25                                   | Денис Валентинович Мантуров     | Первый заместитель Председателя Правительства РФ                                                                         |
| 26                                   | Рашид Гумарович Нургалиев       | Первый заместитель Секретаря Совета Безопасности РФ                                                                      |
| 27                                   | Анатолий Анатольевич Серышев    | Полномочный представитель Президента РФ в Сибирском федеральном округе                                                   |
| 28                                   | Антон Германович Силуанов       | Министр финансов РФ |
| 29                                   | Вероника Игоревна Скворцова     | Руководитель Федерального медико-биологического агентства РФ                                                             |
| 30                                   | Сергей Семёнович Собянин        | Мэр Москвы |
| 31                                   | Юрий Петрович Трутнев           | Заместитель Председателя Правительства РФ – полномочный представитель Президента РФ в Дальневосточном федеральном округе |
| 32                                   | Владимир Васильевич Устинов     | Полномочный представитель Президента РФ в Южном федеральном окргуе                                                       |
| 33                                   | Юрий Яковлевич Чайка            | Полномочный представитель Президента РФ в Северо-Кавказском федеральном округе                                           |
| 34                                   | Константин Анатольевич Чуйченко | Министр юстиции РФ |
| 35                                   | Игорь Олегович Щёголев          | Полномочный представитель Президента РФ в Центральном федеральном округе                                                 |

## Руководство аппарата Совета Безопасности Российской Федерации
В списках секретарей Совета безопасности Российской Федерации, его заместителей и помощников после даты назначения или освобождения от должности стоит номер соответствующего указа или распоряжения президента Российской Федерации.
Указом президента Российской Федерации от 7 мая 2000 года № 835 были приняты заявления об освобождении от занимаемых должностей секретаря Совета безопасности Российской Федерации и его заместителей (в связи с вступлением в должность президента Российской Федерации В. В. Путина). Впредь до сформирования Администрации президента Российской Федерации и осуществления в установленном порядке назначений на соответствующие должности им было поручено исполнять свои обязанности.
Таким образом, С. Б. Иванов с 7 по 27 мая 2000 года исполнял обязанности секретаря Совета безопасности Российской Федерации, В. П. Шерстюк с 7 по 31 мая 2000 года — обязанности первого заместителя секретаря Совета безопасности, В. А. Васильев, А. М. Московский, В. Я. Потапов и О. Д. Чернов с 7 по 31 мая 2000 года — обязанности заместителей секретаря Совета безопасности.
Указом Президента Российской Федерации от 30 апреля 2008 года № 634 установлено, что замещение должностей федеральной государственной гражданской службы в Администрации президента Российской Федерации, назначение на которые производится Президентом, осуществляется федеральными государственными гражданскими служащими в течение срока исполнения Президентом своих полномочий.
Так как аппарат Совета безопасности является структурным подразделением Администрации президента, заместители и помощники секретаря Совета безопасности освобождались от своих должностей с момента вступления в должность президента Российской Федерации Д. А. Медведева 7 мая 2008 года (специальные правовые акты об освобождении от должности при этом не принимались).
Указом президента Российской Федерации от 7 мая 2008 года № 718 поручено федеральным государственным гражданским служащим Администрации президента Российской Федерации, назначенным на должности президентом, прекратившим исполнение своих полномочий, временно исполнять обязанности по замещаемым ими должностям впредь до осуществления президентом соответствующих назначений.
Таким образом, Ю. А. Зубаков, В. П. Назаров и В. А. Соболев с 7 мая по 4 июня 2008 года исполняли обязанности заместителей секретаря Совета безопасности Российской Федерации (В. А. Соболев до 12 мая 2008 г. также и обязанности секретаря Совета безопасности), а Ю. Т. Аверьянов, А. Г. Криволапов и В. П. Шерстюк — обязанности помощников секретаря Совета безопасности Российской Федерации.
Указы или распоряжения президента Российской Федерации об освобождении от должности первого заместителя секретаря Совета безопасности Российской Федерации М. Е. Фрадкова в 2001 г. (назначен директором Федеральной службы налоговой полиции Российской Федерации), Н. Г. Соловьёва и В. П. Шерстюка в 2004 году (в связи с реорганизацией Администрации президента Российской Федерации, проведённой по Указу президента Российской Федерации от 25 марта 2004 года № 400), об освобождении от должности заместителя секретаря Совета безопасности А. А. Молякова в 1999 г. (избран президентом Общероссийского Национального Военного Фонда), Е. И. Наздратенко, В. Я. Потапова, В. А. Соболева, В. Ф. Солтаганова и О. Д. Чернова в 2004 г. (в связи с реорганизацией Администрации президента Российской Федерации, проведённой по Указу президента Российской Федерации от 25 марта 2004 г. № 400) не были опубликованы.

### Заместитель председателя Совета Безопасности Российской Федерации
Должность введена 16 января 2020 года.
- Медведев, Дмитрий Анатольевич (с 16 января 2020 года, № 16)

### Секретари Совета Безопасности Российской Федерации
1. Скоков, Юрий Владимирович (3 апреля 1992 года, № 352 — 10 мая 1993 года, № 645)
2. Шапошников, Евгений Иванович (11 июня 1993 года, № 917 — 18 сентября 1993 года, № 1396)
3. Лобов, Олег Иванович (18 сентября 1993 года, № 1397 — 18 июня 1996 года, № 922)
4. Лебедь, Александр Иванович (18 июня 1996 года, № 924 — 17 октября 1996 года, № 1449)
5. Рыбкин, Иван Петрович (19 октября 1996 года, № 1462 — 2 марта 1998 года, № 212)
6. Кокошин, Андрей Афанасьевич (3 марта 1998 года, № 219 — 10 сентября 1998 года, № 1061)
7. Бордюжа, Николай Николаевич (14 сентября 1998 года, № 1098 — 19 марта 1999 года, № 371)
8. Путин, Владимир Владимирович (29 марта 1999 года, № 386 — 9 августа 1999 года, № 1011)
9. Иванов, Сергей Борисович (15 ноября 1999 года, № 1527 — 7 мая 2000 года г., № 835; 27 мая 2000 года, № 966 — 28 марта 2001 года, № 354)
10. Рушайло, Владимир Борисович (28 марта 2001 года, № 356 — 9 марта 2004 года, № 333)
11. Иванов, Игорь Сергеевич (9 марта 2004 года, № 334 — 17 июля 2007 года, № 926)
12. Соболев, Валентин Алексеевич (и. о. 17 июля 2007 года, № 927 — 12 мая 2008 года)
13. Патрушев, Николай Платонович (12 мая 2008 года, № 749 — 7 мая 2012 года; 21 мая 2012 года, № 670 / 22 июня 2018 года, № 327 — 12 мая 2024 года, № 327)
14. Шойгу, Сергей Кужугетович (с 12 мая 2024 года, № 328)[18]

### Первые заместители секретаря Совета Безопасности Российской Федерации
- Митюков, Михаил Алексеевич (7 декабря 1996 года, № 1658 — 24 апреля 1998 года, № 437)
- Михайлов, Вячеслав Александрович (8 июня 1998 года, № 217-рп — 25 мая 1999 года, № 665)
- Шерстюк, Владислав Петрович (31 мая 1999 года, № 165-рп — 7 мая 2000 года, № 835; 31 мая 2000 года, № 991 — март 2004 года)
- Фрадков, Михаил Ефимович (31 мая 2000 года, № 990 — 28 марта 2001 года)
- Соловьёв, Николай Георгиевич (24 июня 2002 года, № 653 — март 2004 года)
- Булавин, Владимир Иванович (30 мая 2008 года, № 864 — 7 мая 2012 года; 25 мая 2012 года, № 716 — 11 марта 2013 г., № 189)
- Аверьянов, Юрий Тимофеевич (29 марта 2013 года, № 296 / 22 июня 2018 года, № 354 — 1 февраля 2023 года, № 49)
- Нургалиев, Рашид Гумарович (с 6 февраля 2023 года, № 59 / 22 июля 2024 года, № 616)

### Заместители секретаря Совета Безопасности Российской Федерации
1. Насиновский, Владислав Евгеньевич, заместитель секретаря Совета безопасности Российской Федерации — начальник Информационно-аналитического центра (23 декабря 1992 года, № 1624 — 30 августа 1993 года, № 1320)
2. Назаркин, Юрий Константинович, заместитель секретаря Совета безопасности Российской Федерации — начальник Управления стратегической безопасности (11 января 1993 года, № 13 — 30 августа 1993 года, № 1321)
3. Рубанов, Владимир Арсентьевич (9 августа 1993 года, № 556-рп — 25 июня 1996 года, № 340-рп)
4. Трошин, Александр Николаевич (26 октября 1993 года, № 703-рп — 25 июня 1996 года, № 341-рп)
5. Манилов, Валерий Леонидович (27 октября 1993 года, № 704-рп — 18 сентября 1996 года, № 471-рп)
6. Денисов, Владимир Юрьевич (25 июня 1996 года, № 342-рп — 29 октября 1996 года, № 528-рп)
7. Харламов, Сергей Филиппович (25 июня 1996 года, № 343-рп — 29 октября 1996 года, № 527-рп)
8. Михайлов, Николай Васильевич (31 июля 1996 года, № 406-рп — 11 сентября 1997 года, № 362-рп)
9. Березовский, Борис Абрамович (29 октября 1996 года, № 525-рп — 4 ноября 1997 года, № 1149)
10. Майоров, Леонид Сергеевич (29 октября 1996 года, № 526-рп — 30 мая 1998 года, № 199-рп)
11. Дерябин, Юрий Степанович (5 декабря 1996 года, № 575-рп — 30 марта 1998 года, № 99-рп)
12. Агапов, Борис Николаевич (9 июня 1997 года, № 235-рп — 8 июня 1998 года, № 219-рп)
13. Агеенков, Александр Владимирович (17 октября 1997 года, № 420-рп — 8 августа 1998 года, № 292-рп)
14. Потапов, Владимир Яковлевич (21 апреля 1998 года, № 141-рп — 7 мая 2000 года, № 835; 31 мая 2000 года, № 994—2004 год)
15. Рапота, Григорий Алексеевич (21 апреля 1998 года, № 140-рп — 27 ноября 1998 года, № 1424)
16. Моляков, Алексей Алексеевич (30 мая 1998 года, № 200-рп — 1999 год)
17. Московский, Алексей Михайлович (8 июня 1998 года, № 220-рп — 7 мая 2000 года, № 835; 31 мая 2000 года, № 993 — 28 марта 2001 года, № 368)
18. Мельников, Виктор Николаевич (8 августа 1998 года, № 293-рп — 16 сентября 1998 года, № 341-рп)
19. Чернов, Олег Дмитриевич (4 января 1999 года, № 2-рп — 7 мая 2000 года, № 835; 31 мая 2000 года, № 996—2004 год)
20. Огарёв, Алексей Викторович (2 февраля 1999 года, № 170 — 2 августа 1999 года, № 974)
21. Васильев, Владимир Абдуалиевич (31 мая 1999 года, № 164-рп — 7 мая 2000 года, № 835; 31 мая 2000 года, № 992 — 28 марта 2001 года, № 365)
22. Соболев, Валентин Алексеевич (31 мая 2000 года, № 995—2004 года; 28 мая 2004 года, № 693 — 7 мая 2008 года; 4 июня 2008 года, № 885 — 23 марта 2012 года, № 336)
23. Солтаганов, Вячеслав Фёдорович (28 марта 2001 года, № 362—2004 года)
24. Соловьёв, Николай Георгиевич (19 мая 2001 года, № 568 — 24 июня 2002 года, № 653)
25. Степанков, Валентин Георгиевич (5 апреля 2003 года, № 405 — 1 июня 2004 года, № 712)
26. Наздратенко, Евгений Иванович (30 апреля 2003 года, № 492—2004 года)
27. Зубаков, Юрий Антонович (28 мая 2004 года, № 694 — 7 мая 2008 года; 4 июня 2008 года, № 883 — 3 июня 2011 года, № 701)
28. Спасский, Николай Николаевич (28 мая 2004 года, № 695 — 24 июля 2006 года, № 745)
29. Назаров, Владимир Павлович (9 августа 2006 года, № 871 — 7 мая 2008 года; 4 июня 2008 года, № 884 — 7 мая 2012 года, 25 мая 2012 года, № 720 — 17 октября 2016 года, № 546)
30. Балуевский, Юрий Николаевич (3 июня 2008 г., № 877 — 9 января 2012 года, № 43)
31. Климашин, Николай Васильевич (3 июня 2011 г., № 702 — 7 мая 2012 года; 25 мая 2012 года, № 718 — 3 декабря 2013 года, № 877)
32. Аверьянов, Юрий Тимофеевич (20 января 2012 года, № 89 — 7 мая 2012 года; 25 мая 2012 года, № 717 — 29 марта 2013 года, № 296)
33. Лукьянов, Евгений Владимирович (23 марта 2012 года, № 337 — 7 мая 2012 года; 25 мая 2012 года, № 719 — 15 декабря 2016 года, № 668)
34. Нургалиев, Рашид Гумарович (22 мая 2012 года, № 694 / 22 июня 2018 года, № 354 — 6 февраля 2023 г., № 59)
35. Попов, Михаил Михайлович (29 марта 2013 года, № 297 / 22 июня 2018 года, № 354 / 30 марта 2020 года, № 219 — 31 мая 2024 года, № 455)
36. Буравлёв, Сергей Михайлович (14 декабря 2013 года, № 912—2017 год)
37. Вахруков, Сергей Алексеевич (31 октября 2016 года, № 577 / 22 июня 2018 года, № 354 — 12 июня 2024 года, № 483)
38. Гребенкин, Александр Николаевич (с 23 декабря 2016 года, № 704 / 22 июня 2018 года, № 354 / 22 июля 2024 года, № 616)
39. Храмов, Олег Владимирович (с 17 января 2017 года / 22 июня 2018 года, № 355 / 22 июля 2024 года, № 616)
40. Коков, Юрий Александрович (с 26 сентября 2018 года, № 546 / 22 июля 2024 года, № 616)
41. Венедиктов, Александр Николаевич (с 21 февраля 2019 года, № 60 / 22 июля 2024 года, № 616)
42. Шевцов Алексей Леонтьевич (с 6 февраля 2023 года, № 60 / 22 июля 2024 года, № 616)
43. Молчанов Григорий Владимирович (с июня 2024 года)
44. Масленников Александр Владимирович (с 26 марта 2025 г., № 178)
45. Салюков Олег Леонидович (с 15 мая 2025 г., № 321)

### Помощники секретаря Совета Безопасности Российской Федерации
Должность введена в 2004 году.
1. Криволапов, Анатолий Глебович (2 августа 2004 года, № 1002 — 7 мая 2008 года; 4 июня 2008 года, № 887 — умер 10 декабря 2008 года)
2. Шерстюк, Владислав Петрович (16 сентября 2004 года, № 1182 — 7 мая 2008 года; 4 июня 2008 года, № 886 — 24 декабря 2010 года, № 1596)
3. Назаров Владимир Павлович (25 января 2005 года, № 83 — 9 августа 2006 года, № 871)
4. Аверьянов, Юрий Тимофеевич (17 мая 2006 года, № 497 — 7 мая 2008 года; 4 июня 2008 года, № 888 — 20 января 2012 года, № 89)
5. Завершинский, Владимир Иванович (11 июля 2008 года, № 1070 — 7 мая 2012 года; 25 мая 2012 года, № 722 — 21 октября 2013 года, № 790)
6. Климашин, Николай Васильевич (29 октября 2010 года, № 1296 — 3 июня 2011 года, № 702)
7. Лукьянов, Евгений Владимирович (24 декабря 2010 года, № 1597 — 23 марта 2012 года, № 337)
8. Попов, Михаил Михайлович (20 января 2012 года, № 90 — 7 мая 2012 года, 25 мая 2012 года, № 724 — 29 марта 2013 года, № 297)
9. Гребенкин, Александр Николаевич (25 мая 2012 года, № 721 — 23 декабря 2016 года, № 704)
10. Шинкарёв, Илья Владимирович (15 ноября 2013 года, № 847 — 25 февраля 2016 года, № 81)
11. Вахруков, Сергей Алексеевич (6 декабря 2013 года, № 891 — 31 октября 2016 года, № 577)
12. Венедиктов, Александр Николаевич (23 декабря 2016 года, № 705 — 21 февраля 2019 года, № 60)
13. Павлов, Алексей Анатольевич (19 марта 2009 года — 7 мая 2012 года, 25 мая 2012 года, № 723 — 20 января 2023 года, № 21)
14. Мухитов, Наиль Мансурович (2 апреля 2016 года, № 150 — 8 июля 2024 года, № 575)
15. Абелин, Александр Павлович (1 декабря 2016 года, № 641 — 1 января 2022 года, № 1)
16. Аношин Евгений Алексеевич (31 января 2023 года, № 47 — 8 июля 2024 года, № 574)
17. Грибков Дмитрий Геннадьевич (с 27 февраля 2023 года, № 122 / 22 июля 2024 года, № 616)

### Помощники заместителя председателя Совета Безопасности Российской Федерации
Должность введена в 2020 году.
1. Осипов, Олег Сергеевич (с 13 февраля 2020 года, № 109)
2. Соболев, Сергей Александрович (с 13 февраля 2020 года, № 110)
3. Тринога, Михаил Иванович (с 13 февраля 2020 года, № 111)
4. Цветков, Дмитрий Юрьевич (с 7 июля 2020 года, № 447)
5. Заклязьминский, Алексей Львович (с 18 января 2021 года, № 27)
6. Михеев Михаил Владимирович (с 27 июня 2022 года, № 403)

## Структура Совета безопасности Российской Федерации и его аппарата
В соответствии с указом Президента Российской Федерации № 590 от 6 мая 2011 года аппарат Совета безопасности Российской Федерации является самостоятельным подразделением Администрации Президента Российской Федерации и имеет статус Управления Президента Российской Федерации.
В соответствии с основными задачами и направлениями деятельности Совет безопасности Российской Федерации образует межведомственные комиссии — основные рабочие органы Совета Российской Федерации. В зависимости от возлагаемых на них задач они могут создаваться по функциональному или региональному признаку, на постоянной или временной основе.
В целях научного обеспечения деятельности Совета безопасности Российской Федерации при нём образован научный совет.

### Структура аппарата Совета безопасности Российской Федерации
В соответствии с Положением об аппарате Совета безопасности Российской Федерации, утверждённым Указом Президента Российской Федерации от 7 июня 2004 года № 726, структурными подразделениями аппарата Совета безопасности Российской Федерации являются департаменты. Эта структура была подтверждена и Положением об аппарате Совета безопасности Российской Федерации, утверждённым Указом Президента Российской Федерации от 6 мая 2011 года № 590. Действующая структура аппарата, в соответствии с Положением, была утверждена Руководителем Администрации Президента Российской Федерации и не была опубликована.
Секретарь Совета безопасности Российской Федерации
- Шойгу, Сергей Кужугетович

Первый заместитель секретаря Совета безопасности Российской Федерации
- Нургалиев, Рашид Гумарович[20]

Заместители секретаря Совета безопасности Российской Федерации
- Попов, Михаил Михайлович
- Вахруков, Сергей Алексеевич
- Гребенкин, Александр Николаевич
- Храмов, Олег Владимирович
- Коков, Юрий Александрович
- Венедиктов, Александр Николаевич

Помощники секретаря Совета безопасности Российской Федерации
- Павлов, Алексей Анатольевич
- Мухитов, Наиль Мансурович

Помощники заместителя председателя Совета безопасности Российской Федерации
- Осипов, Олег Сергеевич
- Соболев, Сергей Александрович
- Тринога, Михаил Иванович
- Цветков, Дмитрий Юрьевич
- Заклязьминский, Алексей Львович

Начальники департаментов аппарата Совета безопасности Российской Федерации
- Валюков, Валентин Владимирович
- Виданов, Александр Юрьевич
- Гребенкин, Александр Николаевич
- Кряжев, Владимир Сергеевич
- Кудрявцев, Александр Владимирович
- Наумов, Анатолий Евгеньевич
- Никитенко, Евгений Григорьевич
- Родиончев, Виктор Иванович
- Стоппе, Александр Георгиевич
- Стрельцов, Анатолий Александрович

### Межведомственные комиссии Совета безопасности Российской Федерации (с мая 2011 года)
Положения о комиссиях утверждены Указом президента Российской Федерации от 28 октября 2005 года № 1244, составы комиссий по должностям утверждены Указом президента Российской Федерации от 12 июня 2006 года № 601. Новые положения о межведомственных комиссиях утверждены Указом Президента Российской Федерации от 6 мая 2011 года № 590.
- Межведомственная комиссия по вопросам создания национальной системы защиты от новых инфекций
- Межведомственная комиссия по вопросам обеспечения национальных интересов Российской Федерации в Арктике
- Межведомственная комиссия по проблемам Содружества Независимых Государств
- Межведомственная комиссия по военной безопасности
- Межведомственная комиссия по общественной безопасности
- Межведомственная комиссия по безопасности в экономической и социальной сфере
- Межведомственная комиссия по информационной безопасности
- Межведомственная комиссия по экологической безопасности
- Межведомственная комиссия по проблемам стратегического планирования
- Межведомственная комиссия по вопросам совершенствования государственной миграционной политики

В сентябре 2024 года президент РФ Владимир Путин подписал указ о создании в СБ РФ межведомственной комиссии по комплектованию Вооруженных сил контрактниками. Ее задачи: координация властных органов и организаций по отбору претендентов на военную службу по контракту; оценка комплектование армии контрактниками; рассмотрение предложений о выплатах; привлечение граждан РФ в добровольческие формирования; привлечение к службе при проведении контртеррористических мероприятий и использование армии за пределами страны. Председателем комиссии назначен Дмитрий Медведев, заместителем — Андрей Белоусов.

### Научно-экспертный совет Совета Безопасности России

#### Научный совет при Совете безопасности Российской Федерации
Деятельность научного совета регламентируется Положением о научном совете при Совете безопасности Российской Федерации, утверждённым Указом президента Российской Федерации от 6 мая 2011 года № 590.
В состав научного совета включаются представители Российской академии наук, отраслевых академий наук, руководители научных организаций и образовательных учреждений высшего профессионального образования, а также отдельные специалисты.
Научный совет формируется в составе председателя научного совета, его заместителя, руководителей секций научного совета и членов научного совета. Председателем научного совета по должности является секретарь Совета безопасности Российской Федерации.
Для оперативного рассмотрения вопросов деятельности научного совета его председатель, заместитель и руководители секций образуют президиум научного совета, возглавляемый председателем научного совета.

#### Научно-экспертный совет Совбеза России
В 2024 году был упразднён существовавший ранее Научный совет при Совете Безопасности РФ и указом президента Российской Федерации от 27.12.2024 № 1119 образован Научно-экспертный совет Совета Безопасности России «в целях повышения научно-методологического и экспертно-аналитического обеспечения» деятельности Совбеза. Научно-экспертный совет создаётся, реорганизуется и упраздняется президентом России.